# Мавзолей Янлин

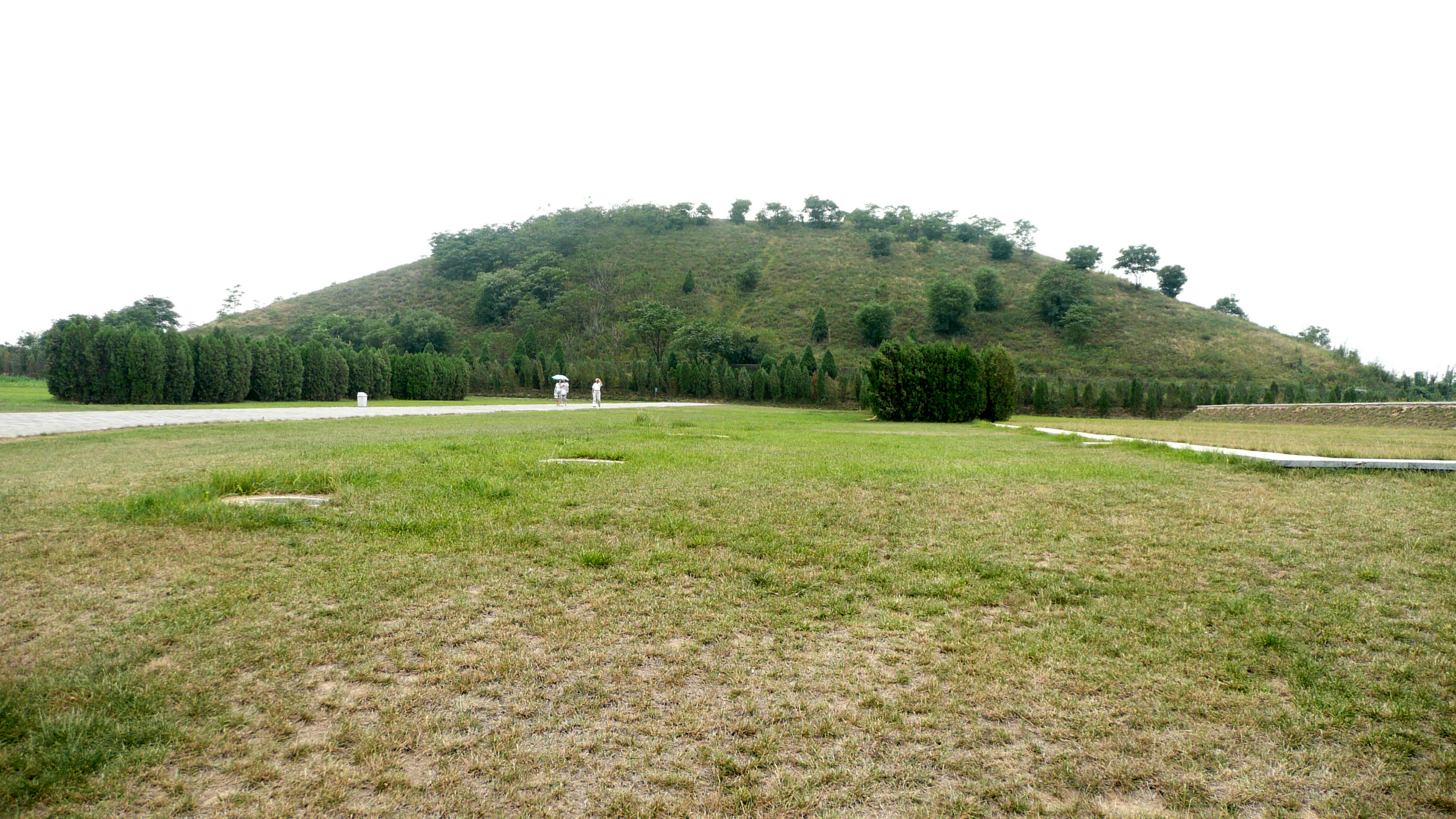
Общий вид

Мавзолей Янлин 阳陵 — одна из древнекитайских курганных гробниц, принадлежавшая императору Цзин-ди, его супруге, родственникам, а также избранным придворным. Расположена в муниципалитете Сяньян, провинция Шэньси.

## Общая характеристика
Янлин представляет собой грандиозный архитектурный ансамбль, сооруженный по единой планировочно-семиотической схеме. Данный мавзолей принадлежит императору Цзин-ди, который был четвертым императором династии Западная Хань, нарекаемый Лю Ци. Он родился на седьмой год правления императора Хуэй-ди (188 г. до н. э.) и вступил на престол в возрасте 32 лет. Мавзолей включает в себя усыпальницу, надземные строения и «сопутствующие погребения» — захоронения ближайших родственников императора, его наложниц и придворных, особо отмеченных августейшим фавором.
В 153 г. до н. э. во время правления императора Цзин-ди было переименовано название деревни с Иян на Янлин, что и определило название мавзолея. Император скончался в 142 г. до н. э. в своей резиденции Вэйян и был захоронен в феврале следующего года. Императрица Ван Сяоцзин, мать императора У-ди, скончалась через 15 лет (126 г. до н. э.) после смерти своего мужа и была похоронена рядом с его могилой.
Мавзолей Янлин расположен на севере от деревень Чжанцзявань и Хоугоуцунь, в окрестностях города Чжэнъян (провинция Шэньси). Расположившись на границе окрестности Вэйчэн и деревень Цзинян и Гаолин, он достигает реки Цзин на севере и продолжает пересекать реку Вэй до самой границы деревни Чанъань. Восточная сторона мавзолея, где две реки Цзин и Вэй соединяются воедино, а также западная находятся на одном уровне с мавзолеем Чанлин, усыпальницей императора Гаоцзу.

## История археологических раскопок

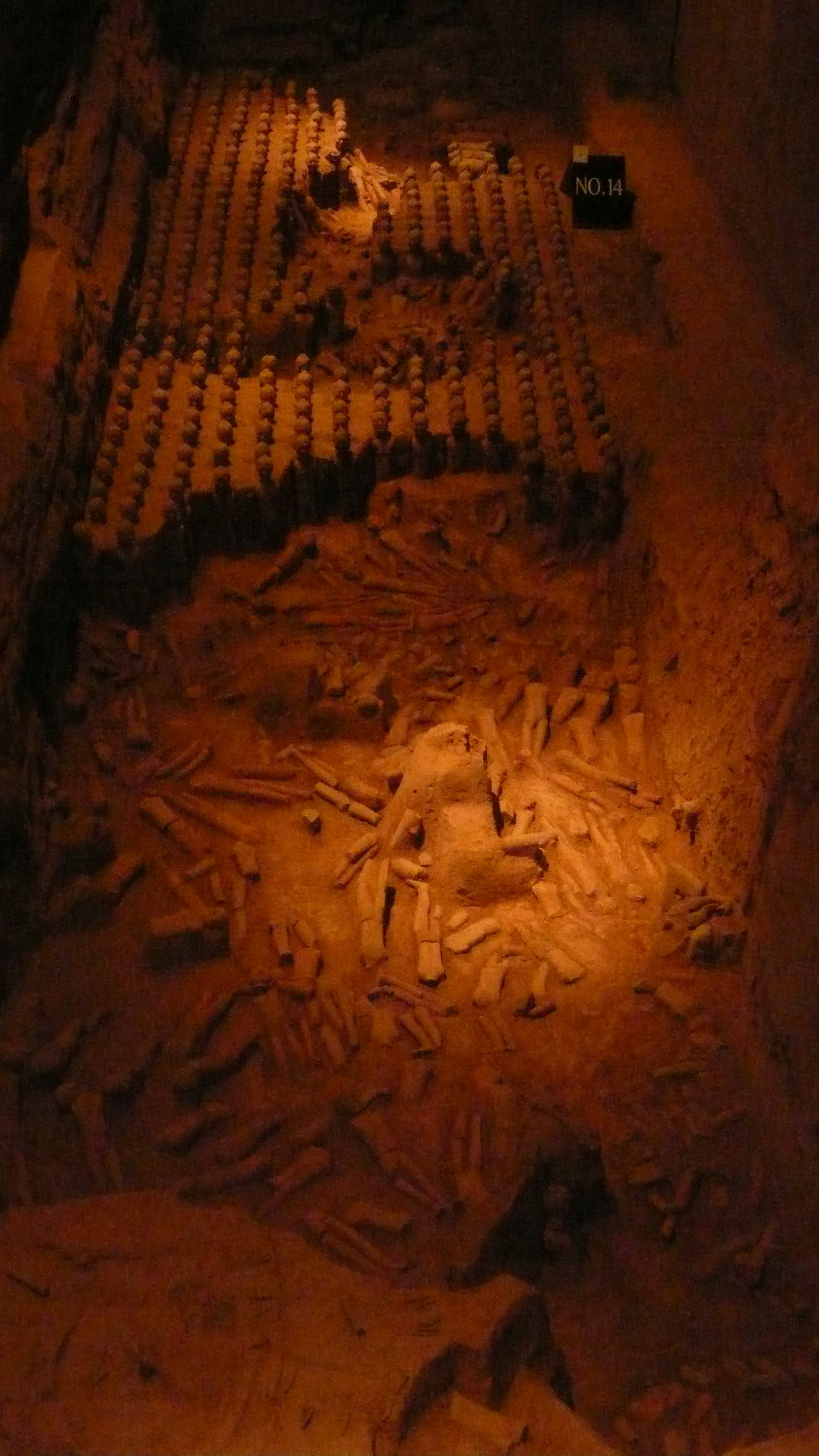
Фрагмент современной экспозиции раскопок

Археологические исследования мавзолея Янлин начались лишь в начале 70-х гг. XX века. В 1972 г. специалисты Исторического Музея Шэньси обнаружили часть захоронений в районе Янлин, где до этого проводились земельные работы. Затем в 1978 г. археологи из Муниципального музея Сяньяна провели ряд археологических исследований в том же районе, где обнаружили гробницы императора и его супруги и несколько сопровождающих их захоронений. Чуть позже в 1980 г. специалисты из Китайской Академии Наук возобновили археологические исследования мавзолея и близлежащей его территории. С мая 1990 г. по октябрь 1994 под руководством специалистов из Археологического Исследовательского Института провинции Шэньси велись археологические работы на данной территории. В ходе пятилетней работы были обнаружены два захоронения и останки архитектурных строений. Как выяснилось, данная археологическая находка является одним из наиболее крупных захоронений с богатым погребальным инвентарем. Это погребение относится к 10 самым крупным археологическим находкам 90-х гг. ХХв. в Китае.
В 1995 г. археологические работы продолжились, на основе предшествующих исследований. В ходе археологических раскопок были обнаружены останки южных ворот главной стены, которой обнесен мавзолей, а также средние и небольшие по размеру погребальные ямы.
1 октября 1999 г. был открыт Археологический Выставочный Центр Янлин.

## Общая планировка
Площадь мавзолея составляет 12 км²: 6 км с запада на восток и от 1-3 км с севера на юг. Мавзолей состоит из усыпальниц императора и его супруги, включая «сопутствующие погребения» на севере и юге, а также захоронения слуг, храмов и других архитектурных построек. Усыпальница императора расположена в самом центре мавзолея и обращена на восток. На северной и южной стороне усыпальницы императрицы имеются погребальные ямы. Захоронения слуг и часть трех архитектурных строений расположены на западе от императорской усыпальницы и выстроены в колонну с севера на юг. Сопровождающие захоронения выстроены в шахматном порядке и расположены по обе стороны от главной дороги мавзолея (симадао), которая в свою очередь расположена на восточной стороне от императорской усыпальницы.
Весь мавзолей аккуратно расположился вокруг императорской усыпальницы, которая находится в центре. Архитектурные постройки и прочие захоронения связаны между собой с востока на запад и параллельны друг другу с севера на юг. Мавзолей окружают стены из утрамбованной земли, 3-3,5 м в ширину. Каждая из этих стен имеет 3 пары ворот, смежные друг другу, причём в четырех углах этих стен отсутствуют дозорные башни. В центре мавзолея имеется запечатанный вход, мавзолей по форме напоминает усеченную пирамиду, длина каждой стороны у основания составляет 167,5-168,5 м.
Раскопки вокруг «пирамиды» показали, что к ней ведут 86 узких тоннелей, содержащих богатый клад фигурок, символизирующих жертвоприношения (см. ниже). Некоторые из них имеют выстланный пол и деревянные подпорки, в длину составляют от 4 до 100 м. Также имеются пять захоронений на северо-востоке, которые выстроены в колонну с севера на юг. Средняя ширина погребений 3-4 м. Глубина самой большой из них составляет 100 м, в то время как средняя глубина — 4м.
Усыпальница императрицы имеет форму квадрата, каждая сторона которого составляет 347,5 — 350 м. На каждой стороне квадрата были стены из утрамбованной земли, а также двери. Однако в четырех углах стен не было обнаружено дозорных башен. Запечатанный вход находится в центре мавзолея. Усыпальница императрицы по форме напоминает усеченную пирамиду. Длина каждой стороны основания составляет 160 м, высота — 26,49. Усыпальница императрицы обращена на восток. В каждом из четырех направлений имеется вход в гробницу, восточная сторона — одна из самых широких и длинных. Усыпальница императрицы также окружена «сопутствующими погребениями». Те погребения, которые лежат на южной стороне, расположены к юго-востоку от гробницы императрицы. Данные погребения занимают территорию в 9,600 м2, а также на них имеются 14 колонн, выстроенных с востока на запад. Очень плоские ямы напоминают горизонтальную линию, которых расположены с севера на юг. Их длина составляет 25 м и 291 м, ширина около 4 м в большинстве случаев, и 20 м между колоннами.
Строительство исходно наделялось в Китае особым семантическим значением. Во-первых, ему придавался глубокий религиозно-ритуальный и космологический смысл, что свойственно архаико-религиозному типу мышления. Любая постройка, не говоря уже о постройке культового назначения, считалась специально организованным пространством, противостоящим внешнему хаосу и, следовательно, служащим наиболее благоприятным местом для общения людей с божествами и духами. Тот же самый магический смысл первоначально имела и практика обнесения жилищ и поселений оградами. Во-вторых, в китайской культуре сам процесс строительства считался неким сакральным актом, в котором путём сооружения здания приводится в порядок все мироздание. Соответственно планировочно-семиотические принципы отдельных строений и архитектурных ансамблей подчинялись космологическим представлениям и моделям. В-третьих, чем грандиознее и великолепнее возводятся здания, тем большим сакральным могуществом обладает их хозяин (строитель), и обратная закономерность — для подтверждения и укрепления сакрального авторитета государя требовалось возведение как можно большего количества грандиозных и величественных построек.
В планировке данного архитектурного комплекса доминировал принцип симметрии. Другие планировочные правила, основанные на космологических моделях, соблюдались более строго. Например, ориентировка усыпальницы императора на восток, возможно, обусловлена космолого-религиозными представлениями, бытовавших в восточных прибрежных регионах Китая, согласно которым где-то в Восточном море находились волшебные острова (Пэнлай), служившие обителью бессмертных (сяней). В планировке данного мавзолея, действительно, сочетались квадратные и круглые формы, и неукоснительно соблюдался принцип ориентации по четырем сторонам частям света. Император и его супруга захоронены в одном мавзолее, но в разных гробницах. Причём императорская усыпальница больше по размеру и расположена в центре, когда как усыпальница императрицы расположена на северо-востоке от императорской гробницы.

## Туннели № 11,13,19

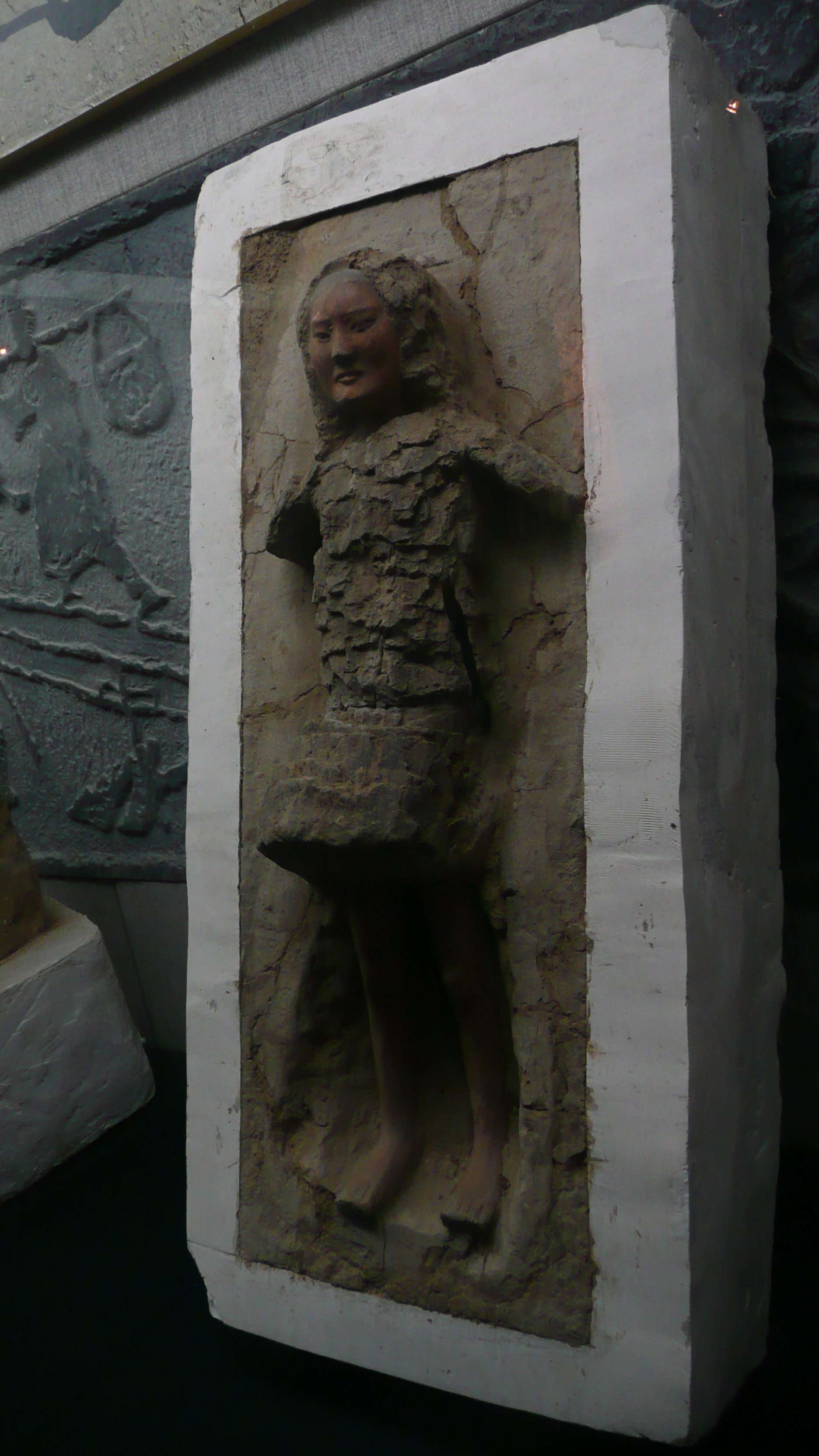
Фигура воина с остатками сохранившегося облачения

В период с 1998 по 1999 гг. в ходе археологических исследований было проведено пробное исследование нескольких туннелей.
№ 13 по форме представляет собой прямоугольник, длина которого составляла 92 м, ширина — 3 м и высота — 3 м. Туннель имел деревянные подкрепления и уводил с поверхности земли на глубину ок. 8 м. Длина туннелей № 11 и № 19 составляла соответственно 74 м и 20 м, а ширина и глубина были соразмерны с № 13. <Изначально длина территории, на которой находилась погребальной яма № 13, составляла 22 м.> После того, как была очищена её поверхность, под толщей земли были найдены глиняные фигурки животных, которые были расположены перед императорской усыпальницей. Данную территорию можно разделить на 4 секции в соответствии с видами животных. Длина первая секции, расположенной в восточной части ямы, — 7 м, в ней были обнаружены 235 глиняных фигурок коз черного и оранжевого цветов. Длина второй секции, расположенной к западу от первой, тоже — 7 м, в ней были найдены 458 керамических фигурок собак желтого, белого, черного, серого и оранжевого цветов. Причём данные фигурки подразделяются на два вида: волкодавов и собак. Очень интересен тот факт, что рты и носы некоторых фигурок собак были покрашены в красный цвет. Рядом с секцией № 2 к западу от неё расположены секции № 3 и № 4, длина каждой из них 8 м. В северной половине секции№ 3 были изъяты 33 фигурки овец черного и розового цветов, выстроенные в шесть колонн. В южной половине той же самой секции были найдены керамические фигурки поросят черного и белого цветов, выстроенные в две колонны. Поросята с удлиненными пятачками, навостренными ушами и тоненькими хвостиками выглядели очень реалистично. Фигурки этих животных были разделены деревянными досками, которые находились под ними.
Наличие подобных фигурок в качестве погребального инвентаря немаловажно, согласно принятой в Китае типологии домашних животных и птиц, они сводятся к пяти существам: корова/бык (ню), баран (ян), кура/петух, собака (гоу) и свинья (чжу). Это типология возникла из ритуально-этикетного уложения, в котором мясо перечисленных животных существ служило календарной пищей, а сами они соотносились все с теми же пятью пространственными зонами — соответственно с Центром, Востоком, Югом, Западом и Севером. То есть данная типология является отражением общекультурных реалий Древнего Китая.
Что касается барана, можно лишь предположить, что помимо его функций как мясного домашнего животного и жертвенного животного баран ассоциировался с Мужским началом, с солнцем и с идеей как внешней красоты, так и внутреннего совершенства человека.
Наличие фигурок собак, неслучайно, поскольку они мыслились как животные, связанные с миром мертвых и способные охранять своего усопшего хозяина и его пристанище от злых сил либо служить его проводником в загробном царстве. Охранительные функции собаки, конечно же, сближают её образ с образом Белого тигра, так что в этом случае соотнесение собаки с Западом оказывается полностью оправданным.
Площадь территории, на которой находится погребение № 11, составляет 24м2 . В ней были найдены глиняные фигурки воинов, выстроенные в 4 колонны. Данные фигурки обращены лицом к восточным воротам мавзолея и спиной — к императорской усыпальнице. Между каждыми двумя колоннами воинов располагались деревянные телеги. Найденные предметы погребения были представлены в виде 26 керамических фигурок воинов, 17 деревянных окрашенных фигурок лошадей,4 деревянных телег, оружие из бронзы и железа и снаряжения для лошадей и телег, которых насчитывалось несколько сотен.
Что касается погребения № 19, была исследована лишь небольшая территория, площадь которой составляет 12м2. Были обнаружены 4 деревянные фигуры лошадей, 1 деревянная телега, 20 необычных фигур воинов, 10 керамических фигурок животных, оружие из бронзы и железа, снаряжения для лошадей и телег, а также керамическая посуда на общую сумму около 30 штук. Данные артефакты были расположены следующим образом: фигуры деревянных лошадей — на переднем фланге, за ними следовали деревянные телеги, по обе стороны от них — фигуры воинов, выстроенные в линию, а также позади, тоже по обе стороны на заднем фланге были глиняные фигурки животных и керамическая посуда.
Лошадь играла важнейшую роль как маркер социальной иерархии китайского общества, служа, по сути дела, ранговым животным — показателем общественного статуса и материального положения её владельца. Не случайно, начиная с иньской эпохи, конскому убранству придавалось столь огромное значение, что его изготовление в скором времени переросло в самостоятельную отрасль местного ремесленного производства.

## Погребальная пластика

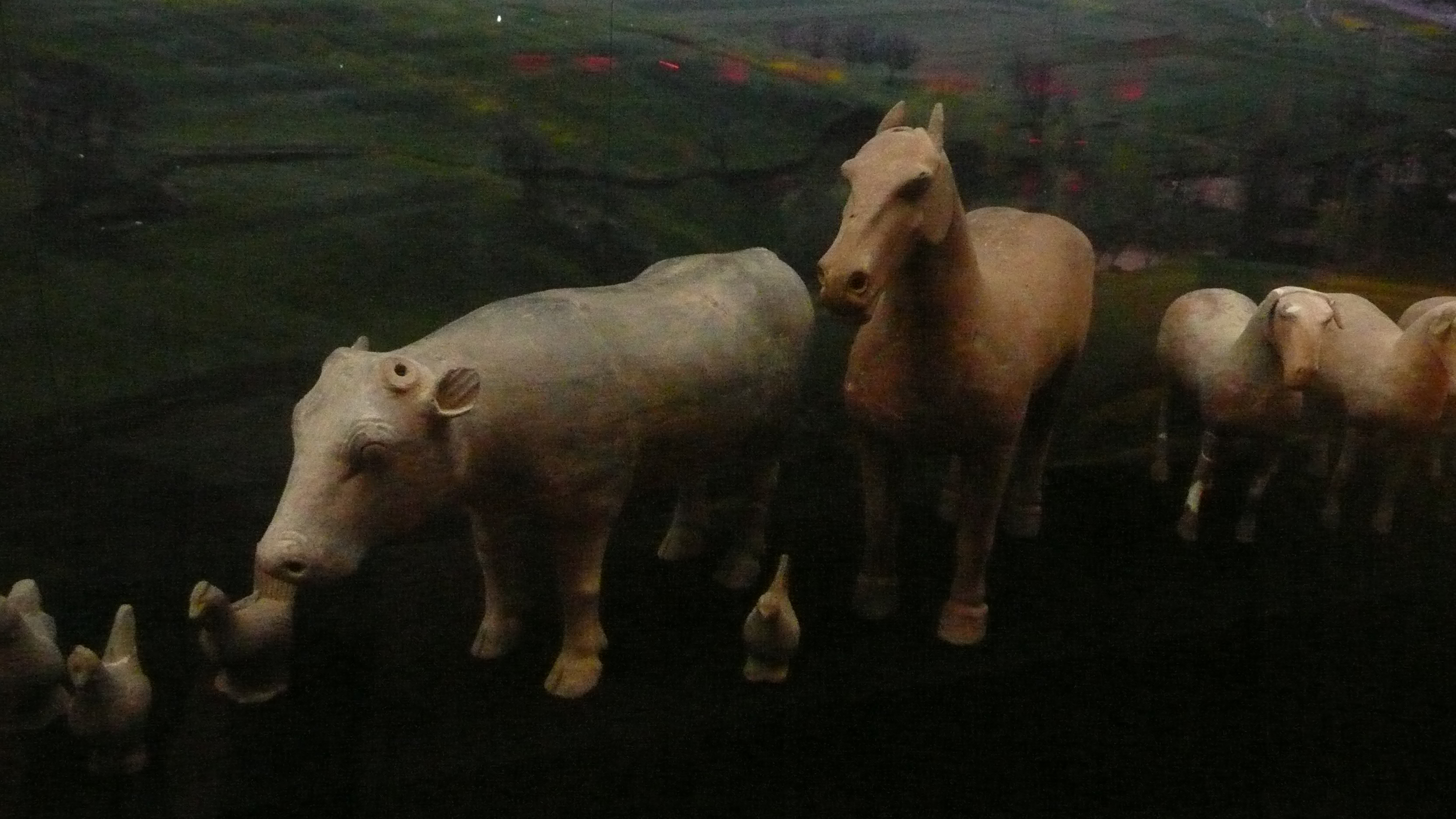
Образцы зооморфной керамики

Другим большим достижением археологических раскопок мавзолея Янлин являются обнаруженные керамические изделия.
На сегодняшний день общее количество обнаруженных реликвий составляет 50,000 из них изделия из бронзы, железа, золота, нефрита, камня, керамики, лака, дерева, кости, раковин, шелка и конопли, а также зерна пшеницы, просо, бобы, сладкий картофель; а также были найдены останки керамических изделий, включая разнообразные фигурки животных и людей.
Данные глиняные фигурки можно разделить на два типа: первый тип, на которых была изначально одежда, и второй тип, чья одежда была частью самой скульптуры. В «сопутствующих погребениях» императорской усыпальницы были обнаружены обнаженные фигурки. Относительно недавно были найдены специальные печи для обжига керамических изделий, они были обнаружены на территории мавзолея Аньлин ханьского Хуй-ди, мавзолея Маолин ханьского У-ди и Мавзолея Дулин императора Сюань-ди. Согласно археологическим находкам, мы можем выдвинуть гипотезу, что обнаженные глиняные фигурки с деревянными руками, которые были одеты в цветную одежду во время погребения, изготавливались специально для членов императорской семьи и не входили в состав погребальной атрибутики министров и аристократии, разве что, только с позволения императора. Им позволялось использовать только лишь глиняные фигуры, одежда которых была также слеплена из глины.
Помимо глиняных фигурок мужчин и женщин, в мавзолее Янлин были также найдены фигурки воинов — подобные археологические находки принадлежат периодам династий Цинь и Хань. Были также изъяты фигурки, принимающие различные позы: положение стоя, на корточках, в положении лежа, сжимающие в руке какие-либо предметы, танцующие фигурки, управляющие повозкой, играющие на музыкальных инструментах и т. д. Фигурки были представлены в виде генералов, пехотинцев, прислуги, музыкантов, дворецких, извозчиков и т.д.
После детального анализа и исследования множества керамических фигурок, мы можем предположить, каким образом происходил процесс изготовления тех глиняных фигурок, на которых изначально была подлинная одежда. Первая процедура происходила следующим образом, следовало найти подходящую глину, которую затем очищали с помощью просеивания и вымывания. Затем глину смешивали с керамзитом, после достижения определенной плотности данной смеси, её помещали в специально приготовленные модели. Подобные модели были четырех видов: голова, туловище, руки и ноги. Вторая процедура — это прикрепить более мелкие органы, такие как нос или уши. Третья процедура — это обжиг. После обжигания в печах данные фигурки становились керамическими. Четвертая процедура — окрашивания. После обжига керамические фигурки окрашивали в зависимости, какие это части тела. Например, волосы, брови, борода окрашивали в темно-коричневый цвет, в то время как лицо и туловище — в оранжевый. Пятая процедура — это повторный обжиг. После окрашивания фигурки следует снова обжечь. Шестая процедура — резьба. Помимо изготовления глиняного туловища, были также руки и кисти, которые были сделаны из дерева, причём они были очень подвижными. Седьмая процедура — монтаж. Руки и кисти следовало прикреплять к плечам глиняных фигурок. Таким образом глиняные фигурки считались законченными.
В «сопутствующих погребениях», расположенных на севере и юге, были обнаружены фигуры воинов, которые были облачены в доспехи, сделанные из глины, вооруженные щитами и трезубцами. Если же сравнивать их с глиняными фигурками, на которых изначально имелась одежда, то изготовление данных фигур воинов занимает чуть меньше процедур: моделирование, скульптура, обжиг и окрашивание, без резьбы и монтажа. Однако по иронии судьбы, одежда и деревянные руки фигурок, специально предназначенных для погребения в императорской усыпальнице, в течение двух тысяч лет разложились, а фигуры воинов, напротив, сохранились в отличном состоянии.
С раннеханьского периода погребальная пластика приобретает повсеместное распространение и получает официальное признание. Вводятся её специальные терминологические обозначения -«похоронные вещи»(минци) — для всех изображений и моделей, «глиняные образы» (нисян) — для антропоморфной и зооморфной скульптуры и устанавливаются их наборы. Репертуар погребальной пластики варьировался за счет все тех же персонажей: слуг, людей актерских профессий, домашних животных, моделей колесничного транспорта, построек и их элементов.
Значительная часть погребальной пластики мавзолея Янлин выполнена из глины, путём ручной лепки или на гончарном круге. Иногда сочетались глина и дерево.
По степени живости и выразительности антропоморфные скульптуры с достаточной долей отчетливости разграничиваются на два основных художественных варианта: статичные и передающие персонаж в движении, причём, как правило в наиболее кульминационные моменты, например, танцовщица кружащаяся в танце. Такие скульптуры неоспоримо свидетельствуют о владении ханьскими художниками приемами показа движущейся натуры: через изгиб тела, позу, расположение элементов одеяния и даже отдельный жест. Впрочем, подобными приемами китайское художественное творчество начало овладевать ещё при Чжоу, пусть даже первоначально для изображений животных и зооморфно-фантазийных существ.

Мавзолей Янлин
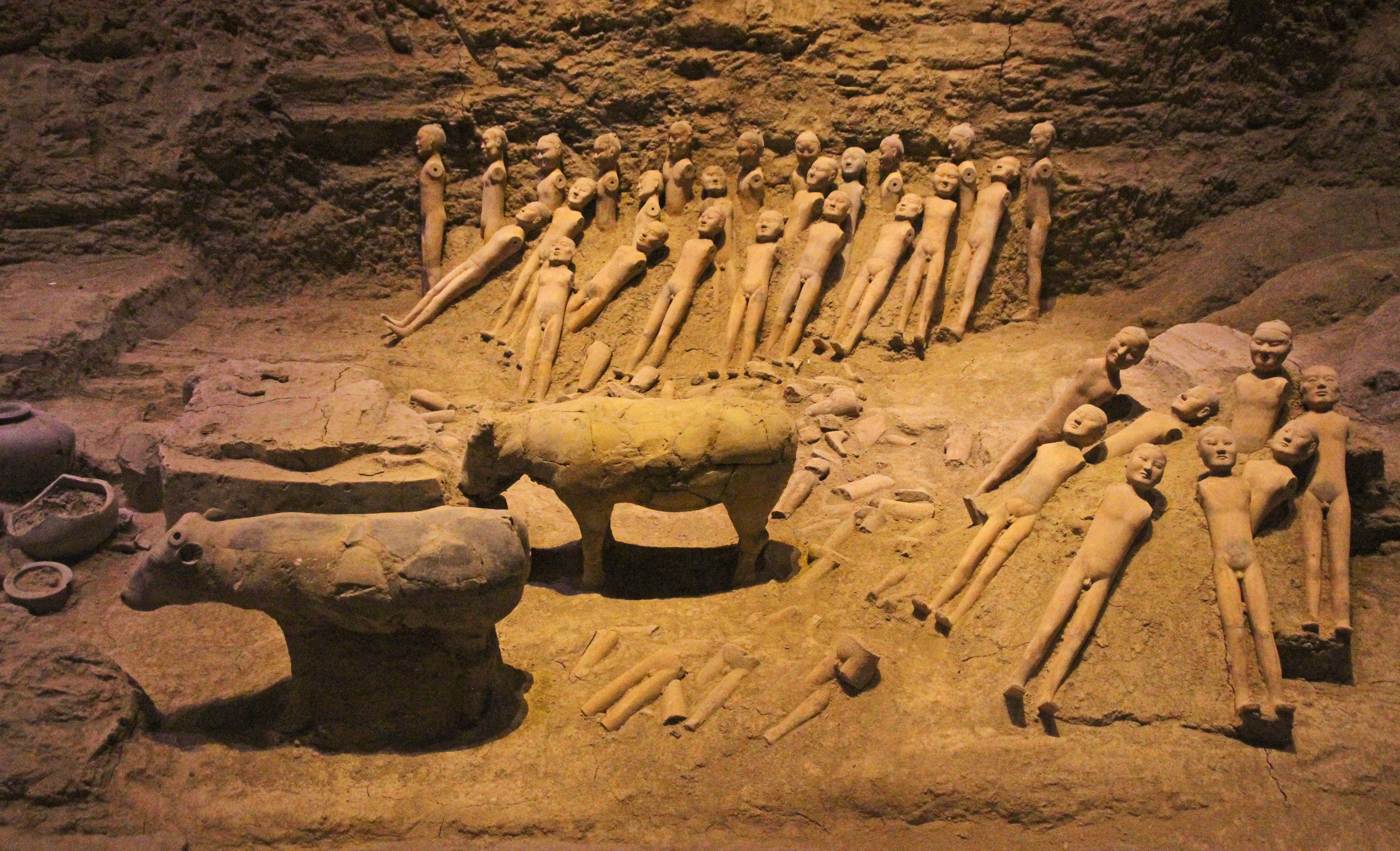
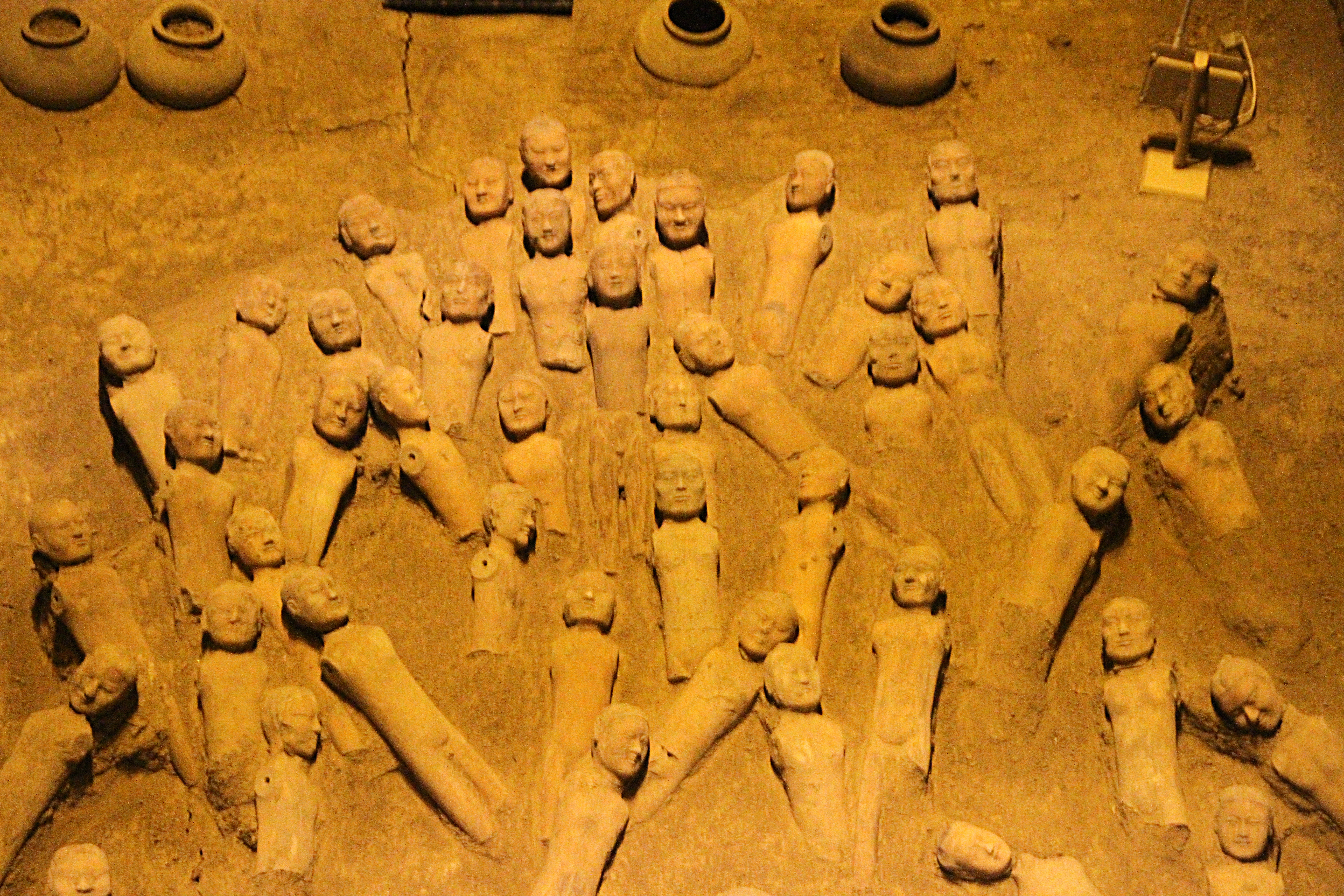
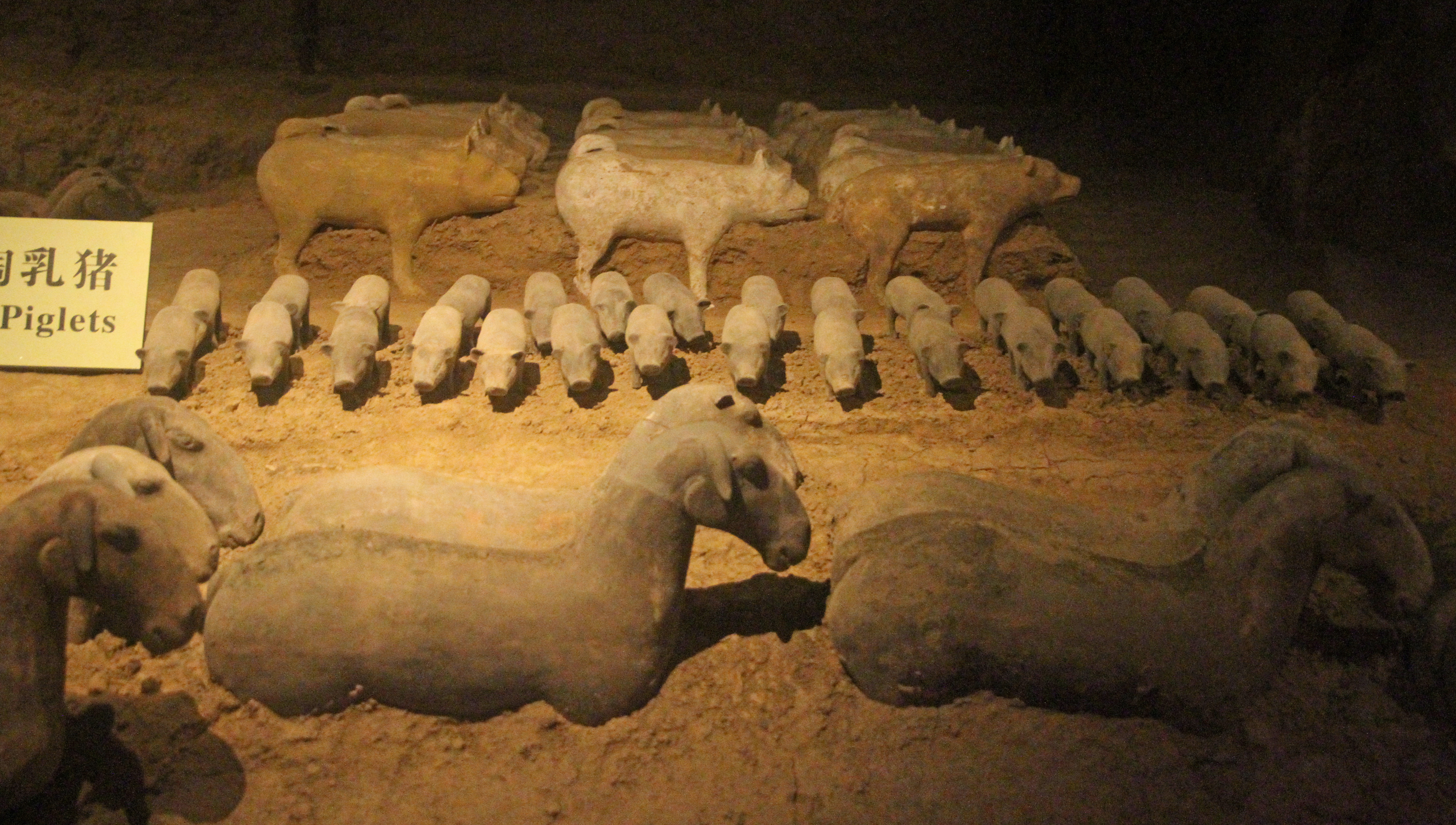
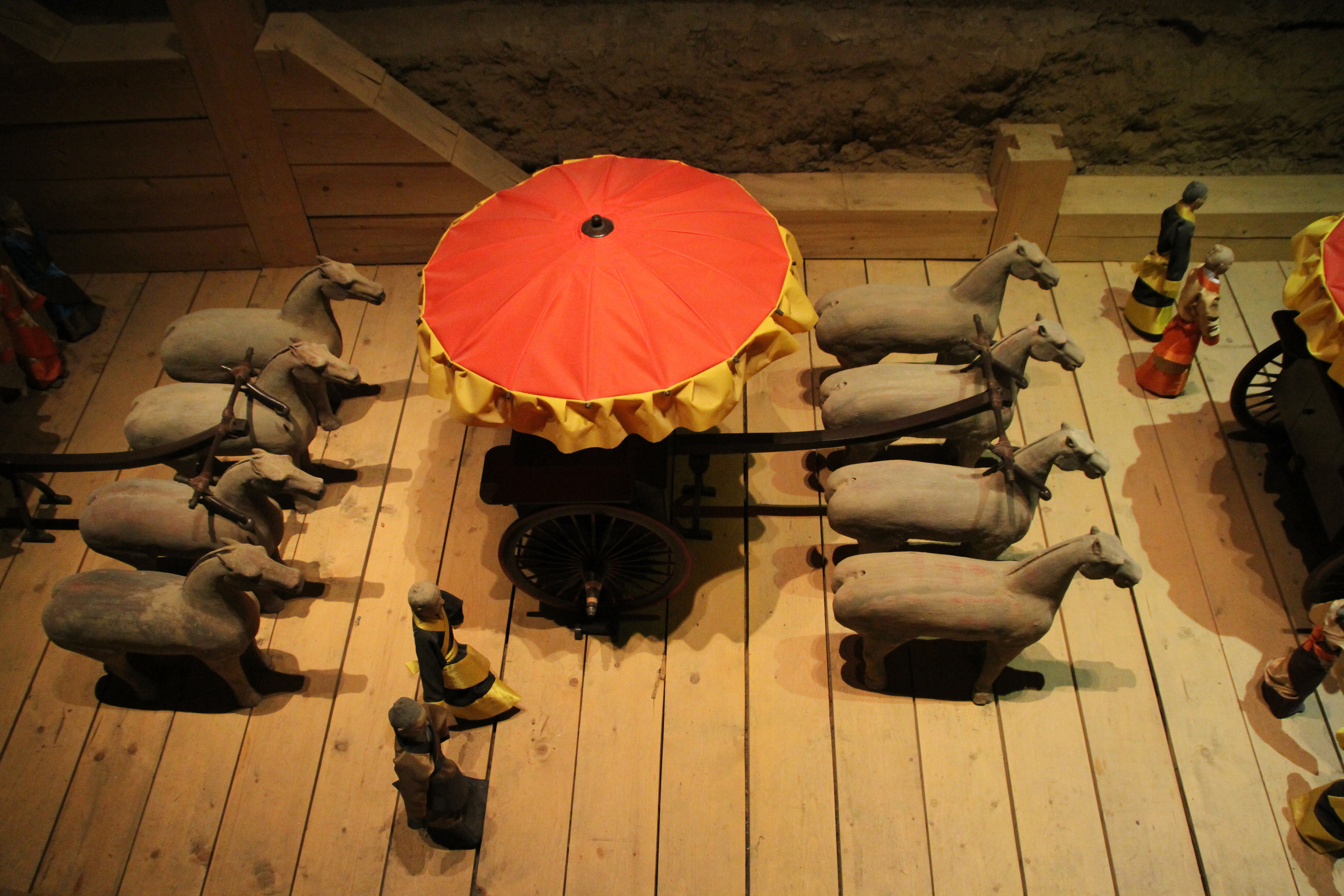
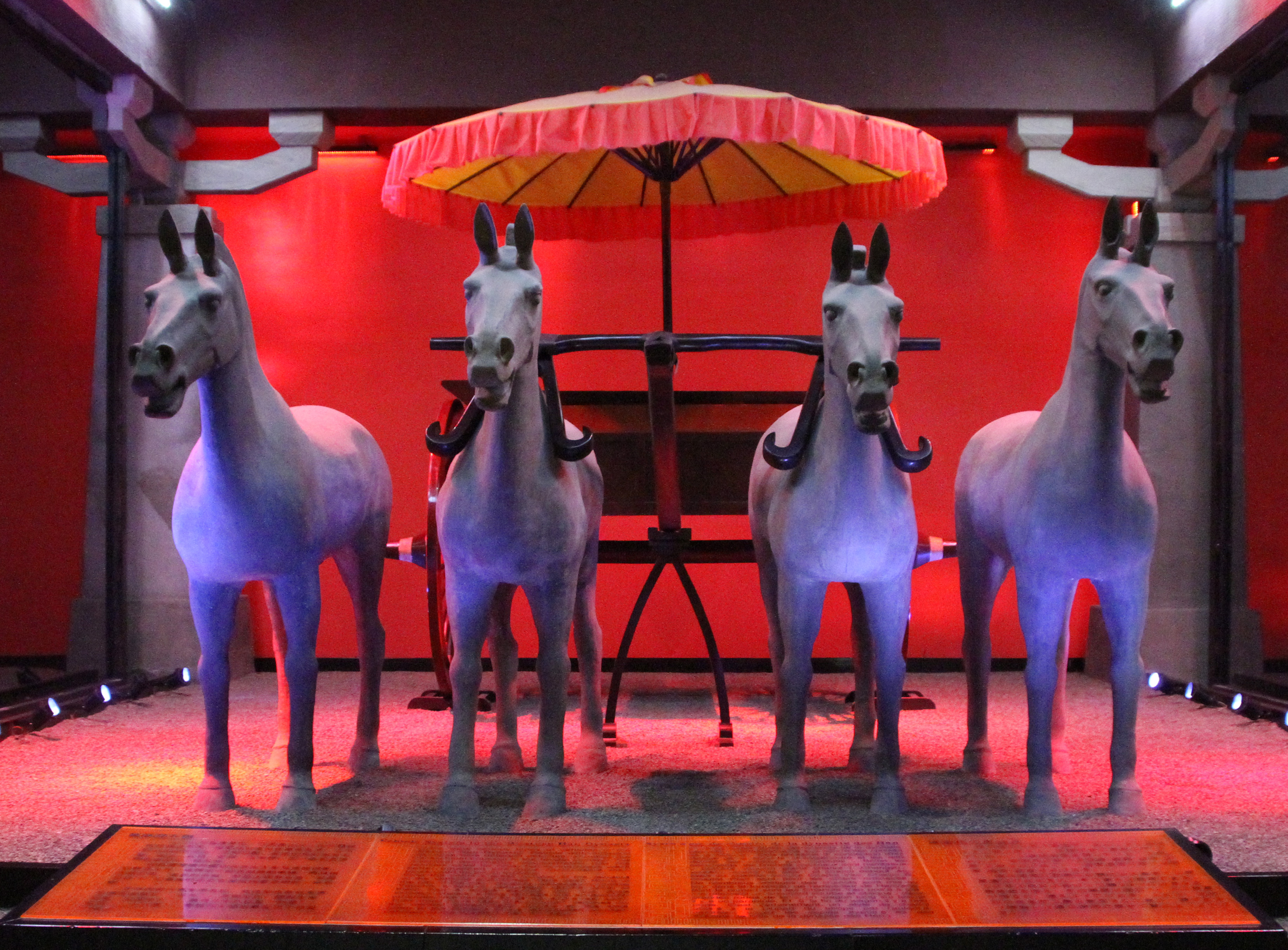
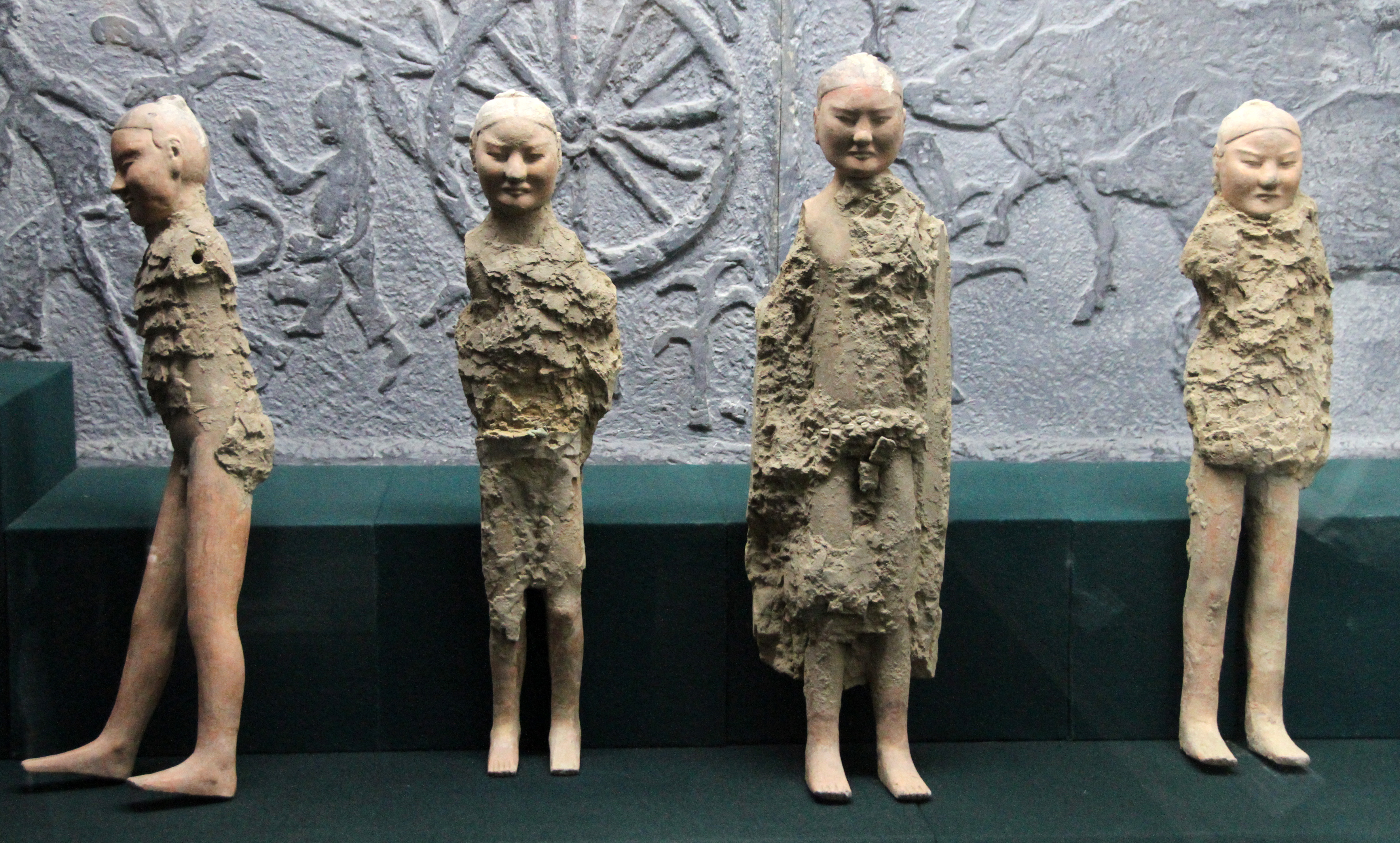
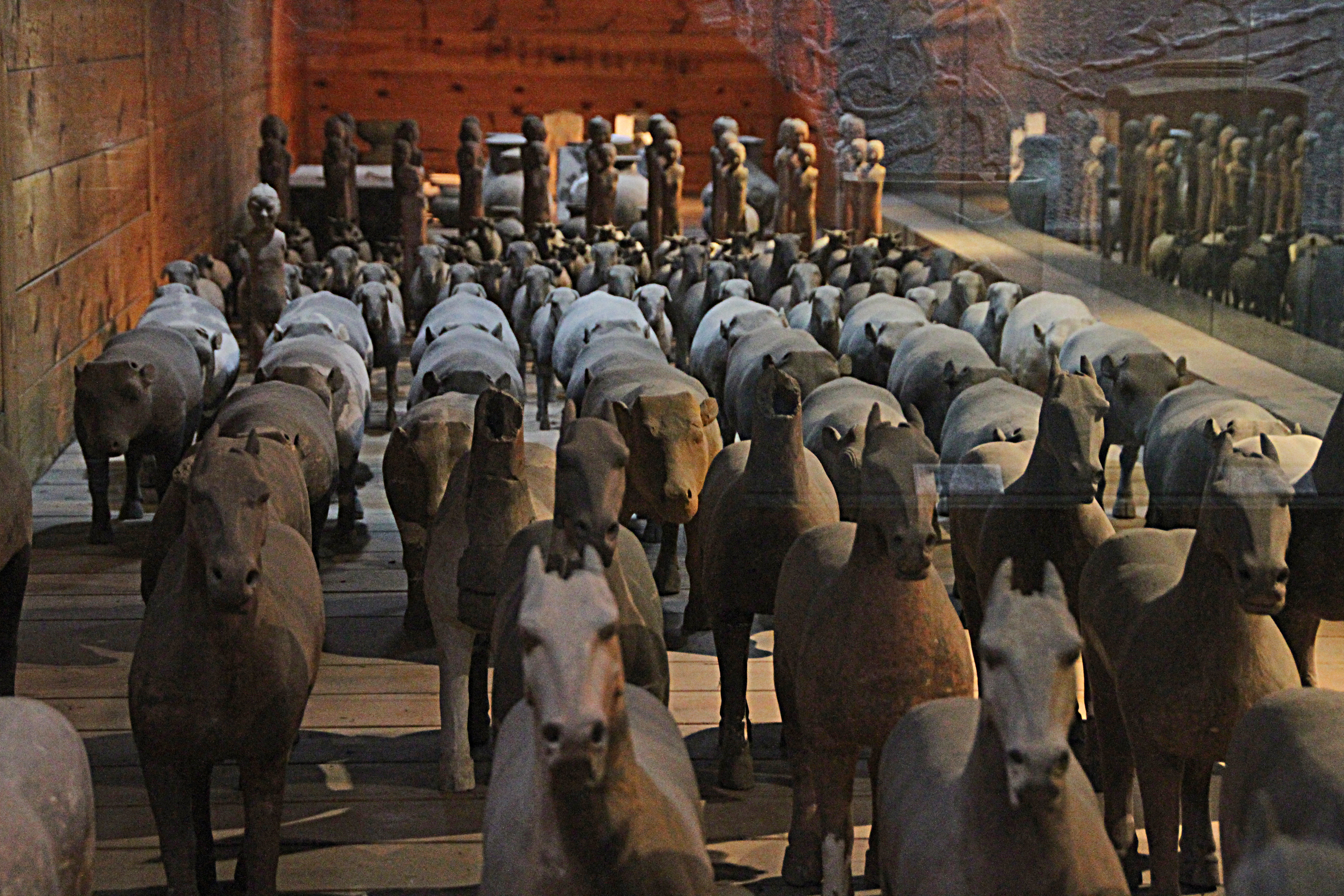
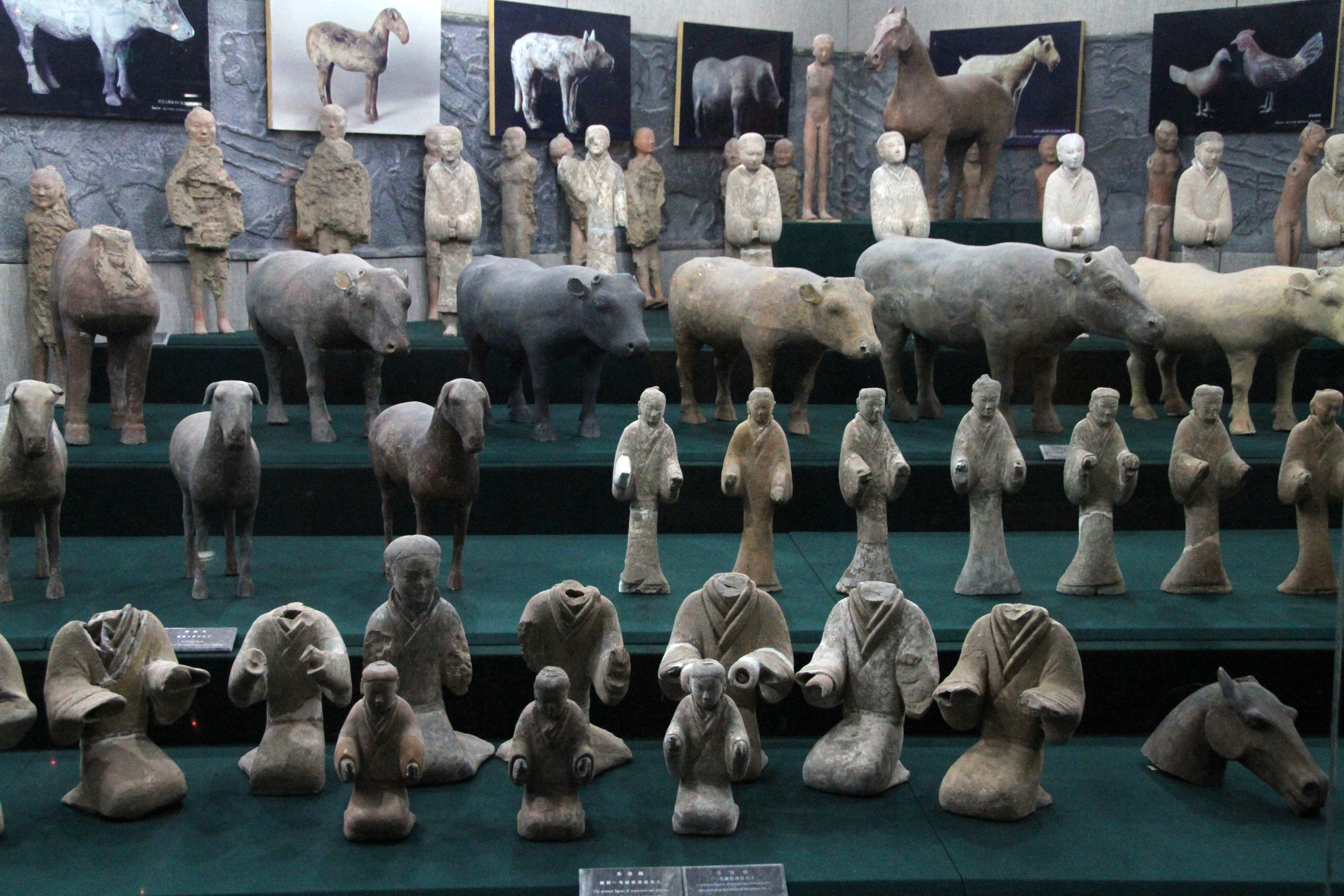